# Xenophthalmodes semicylindrus
Xenophthalmodes semicylindrus is een krabbensoort uit de familie van de Pilumnidae. De wetenschappelijke naam van de soort is voor het eerst geldig gepubliceerd in 1798 door Fabricius.